# Wanda Ryczko
Wanda Ryczko – polska strzelczyni, medalistka mistrzostw Europy juniorów.
Jej siostra Antonina także uprawiała strzelectwo. Była wicemistrzynią Polski w karabinie standardowym (1970).
W zawodach juniorskich Ryczko była czterokrotną medalistką mistrzostw Europy. Dwa medale wywalczyła w 1969 roku. W karabinie standardowym leżąc z 50 metrów zdobyła brąz w drużynie (wraz z Elżbietą Kowalewską i Małgorzatą Paćko). Zajęła jeszcze z drużyną drugą pozycję w karabinie standardowym w trzech pozycjach z 50 metrów (z Kowalewską i Paćko). W 1970 roku zdobyła brązowy medal w tej samej konkurencji, startując z tymi samymi zawodniczkami. Jej ostatnim medalem w kategorii juniorów był brąz na mistrzostwach Europy w 1971 roku, stanęła wtedy wraz z drużyną na podium w karabinie standardowym leżąc z 50 metrów (w drużynie była jeszcze Bożena Taysner i Zdzisław Moździrski). Jako seniorka zajęła szóste miejsce podczas mistrzostw Europy w 1976 roku (z wynikiem 378 punktów).